# 池添朋文
池添 朋文（いけぞえ ともふみ、6月22日 - ）は、日本の男性声優。高知県出身。合同会社 Wonder Space所属。

## 人物
以前はオフィスもりに所属していた。
中音～低音域が得意で、役柄としては、明るいバラエティからしっとりしたものまで幅広くカバーできるという。
趣味・特技は読書、散歩、テナーサックス。

## 出演
太字はメインキャラクター。

### テレビアニメ
- フランチェスカ（2014年、フラン犬[4]）
- 甘い懲罰〜私は看守専用ペット（2018年、剣崎守、桜井）
- 闘神機ジーズフレーム（2021年、デューン・ネーデルマン）
- 聖剣学院の魔剣使い（2023年、ブラッカス・シャドウプリンス[5]）
- 狼と香辛料 MERCHANT MEETS THE WISE WOLF（2024年、村人、街の人々、幹部、検査官、商人 他）
- 片田舎のおっさん、剣聖になる（2025年、刺客[6]）

### 劇場アニメ
- 機動戦士ガンダム ククルス・ドアンの島（2022年、スレッガー・ロウ[7]）

### Webアニメ
- 印西あるある物語（2022年）

### ゲーム
時期不明
- EARTH DEFENSE FORCE（RC4）

2010年代
- 第2次スーパーロボット大戦Z破界編（2011年、OZ兵）
- 第2次スーパーロボット大戦OG（2012年、グロフィス・ラクレイン）
- スーパーロボット大戦Operation Extend（2013年）

2020年代
- 機動戦士ガンダム U.C. ENGAGE（2021年、スレッガー・ロウ）
- SDガンダム バトルアライアンス（2022年、スレッガー・ロウ、アルファ、ヴェイガン兵）

### 吹き替え
- スパイダー・シティ（英語版）（ギョーム〈ネッド・ユセフ〉）
- スパイダーマン:ホームカミング（男性リポーター1[9]）

### VPナレーション
- UURA
- リクシル
- 城西大学

### ボイスオーバー
- Mr.サンデー
- 世界法廷ミステリー
- 知的探検スペシャル恋愛は科学だ!
- たけしのニッポン人白書

### オーディオブック
- audiobook.jp
  - 戦場のコックたち（2016年、ダンヒル）
  - 流（2017年、明輝）
  - ヤフーの1on1 部下を成長させるコミュニケーションの技法（2018年）
  - 感動経験でお客様の心をギュッとつかむ! スターバックスの教え（2018年、朗読）
- Audible
  - 流れよわが涙、と警官は言った（フィリップ・K・デック著、2020年、朗読）
  - ハーモニー（伊藤計劃著、2020年、朗読）
  - 地平線を追いかけて満員電車を降りてみた 自分と向き合う物語（紀里谷和明著、2020年、朗読）
  - すべてがＦになる The Perfect Insider（森博嗣著、2022年、朗読）
  - 弁護士「御子柴礼司シリーズ」（中山七里著、2023年、朗読）